# Miriam C. Rice
Miriam C. Rice (1918 — 30 de agosto de 2010) foi uma artista estadunidense conhecida por desenvolver uma paleta de corantes naturais extraídos de cogumelos e outros fungos.

## Educação e ensino
Miriam Rice estudou escultura na Art Students League em Nova York e em outros lugares. Ela lecionou escultura na Universidade de Rochester, antes de mudar-se para  a costa oeste dos Estados Unidos, estabelecendo-se em Mendocino County, Califórnia, com seu marido Ray, um pintor. Ela ajudou a desenvolver um curso de artes no Mendocino Art Center e lecionou lá por alguns anos. A sua escultura do fundador do Mendocino Art Center, Bill Zacha está no pátio do Centro.

## Pesquisa de pigmentos
No fim dos anos 1960, Rice começou a utilizar corantes naturais em seus trabalhos, para suas impressões, dando lhe inspirações para fazer experimentos com cogumelos. O primeiro cogumelo com o qual ela trabalhou foi Hypholoma fasciculare, na qual obtia  uma tinta amarelo clara.  Os seus experimentos seguintes a levaram a trabalhar com cogumelos como o Pisolithus arhizus (com tons amarelos, marrons e pretos) e o poliporo Phaeolus schweinitzii (tons verdes, amarelos e marrons). Embora Rice preferisse usar nomes científicos para se referir aos cogumelos para evitar confusões, esses dois cogumelos adquiriram novos nomes populares graças ao seu trabalho. P. tinctorius é agora conhecido como dyer's puffball, e P. schweinitzii é chamado de dyer's polypore. Com o passar do tempo, ela desenvolveu uma paleta ampla de corantes À base de cogumelos que são resistentes tanto ao desbotamento quanto a luz, e ela é atualmente conhecida como pioneira na pesquisa moderna do uso de cogumelos para tinturas naturais. A sua paleta de descobertas incluiu amarelo através do ocre, laranja, rosa, tons avermelhados até sienna queimado e marrom chocolate. Outros pesquisadores, principalmente dos Estados Unidos e países nórdicos, se basearam na sua pesquisa original para desenvolver outras cores, incluindo verdes, vermelhos, azuis e violetas.
Fontes históricas mostram que tintas derivadas de cogumelos eram usadas nas Américas e na Europa pelo menos desde o século XV, embora esses usos aparentem ter sido incomuns. A Segunda Guerra Mundial levou a alguns outros experimentos, mas quando Rice começou a sua pesquisa, a literatura contemporânea possuía pouquíssima informação sobre o assunto e nenhuma orientação prática. Rice escreveu o primeiro livro moderno sobre o assunto, Let's Try Mushrooms for Color, que foi lançado em 1974 e um sucesso internacional. O seu segundo livro, Mushrooms for Color (1980), incluiu uma extensão muito maior de pigmentos desenvolvidos nesses anos.
Rice mais tarde experimentou usar pigmentos derivados de cogumelos em tinta para aquarela e transformando a polpa remanescente dos cogumelos após a extração dos pigmentos em papel. Ela descobriu que os melhores resultados para a fabricação de papel são obtidos de poliporos. Ela também desenvolveu um "Myco-Stix", gizes de cera os quais os pigmentos a base de cogumelos são mantidos juntos por um de diversos aglutinantes derivados de cogumelos como Pseudohydnum gelatinosum.
Em 1976, como resultado de seu trabalho, o Mendocino County Museum realizou a primeira exposição dedicada à arte têxtil feita com pigmentos de cogumelos. Em 1980, Rice fundou o International Mushroom Dye Institute para encorajar o uso e desenvolvimentos de corantes de cogumelos. Na mesma época, ela ajudou a inspirar a formação do International Fibre & Fungi Symposia, encontros bianuais reunindo artistas e cientistas do mundo todo para compartilhar suas pesquisas.

## Publicações
- Let's Try Mushrooms for Color (1974)
- Mushrooms for Color (1980)
- Mushrooms for Dyes, Paper, Pigments and Myco-Stix (2007)